# Cabra (Espanha)
Cabra é um município da Espanha na província de Córdova, comunidade autónoma da Andaluzia. Tem 228 km² de área e em 2021 tinha 20 245 habitantes (densidade: 88,8 hab./km²).
Era conhecida como Licabro (em latim: Licabrum) durante o período romano.

## Demografia
| Variação demográfica do município entre 1991 e 2004 | Variação demográfica do município entre 1991 e 2004 | Variação demográfica do município entre 1991 e 2004 | Variação demográfica do município entre 1991 e 2004 |
| --------------------------------------------------- | --------------------------------------------------- | --------------------------------------------------- | --------------------------------------------------- |
| 1991                                                | 1996                                                | 2001                                                | 2004                                                |
| 20306                                               | 20707                                               | 20598                                               | 20837                                               |